# ДШРГ «Русич»
Диверсионно-штурмовая разведывательная группа (ДШРГ) «Ру́сич» — боевой отряд русских неонацистов, принимавших участие в российско-украинской войне сначала на Донбассе с июня 2014 по июль 2015 года на стороне подконтрольных России ДНР и ЛНР, а после во вторжении России на Украину в составе российских войск.
В качестве символов используются руны, в частности Тиваз, восьмилучевой коловрат, Валькнут. Также, как и многие националисты в России, используют кодовые лозунги и «имперский» флаг. Заявляют о ритуальных убийствах людей.
ДШРГ «Русич» и её командиры внесены в санкционные списки стран Евросоюза, США и ряда других государств.

## Формирование
Начало истории группы «Русич» было положено в 2009 году Алексеем Мильчаковым. По словам основателя, «Русич» состоит «из националистов-родноверов, добровольцев из России и Европы», действует как «замкнутый коллектив» и является подразделением, в котором русские националисты получают боевую подготовку. Как минимум один из членов польской неонацистской группировки Zadruga воевал в составе указанного подразделения. Также подразделение комплектовалось бойцами «спецназа Гром» МВД России — такими, как, например, братья Константин и Борис Воеводины. Оба они являлись русскими националистами и выходцами из Санкт-Петербурга.
В конце 2020 года Алексей Мильчаков в интервью рассказывал, что численность ДШРГ «Русич» на тот момент — несколько десятков человек, но «приходит много людей и приходится отсеивать». В 2022 году численность оценивалась в «несколько сотен».
До конца 2022 года группировка комплектовалась по системе ЧВК «Редут».
Сообщалось о тесной связи либо возможном вхождении в состав ЧВК «Вагнер».

### Участники

#### Алексей Мильчаков
Основатель — Алексей Мильчаков — скандально известный убийством и поеданием щенка на камеру неонацист из Санкт-Петербурга, до отправки на Донбасс носивший прозвище «Фриц» (там сменил на позывной «Серб»). Проходил программу военизированной подготовки «Партизан» в «координационном центре помощи Новороссии» (КЦПН), проводимой Имперским легионом, боевым подразделением Русского имперского движения.

#### Ян Петровский
В Донбассе к Мильчакову присоединился Ян Петровский по прозвищу Великий Славян и стал заместителем Мильчакова. Петровский родился в 1987 году, в Санкт-Петербурге (по другим данным в Иркутске), в 2004 году мать Петровского вышла замуж за норвежца и он уехал из России вместе с ней в Норвегию, где сотрудничал с праворадикалами. Разыскивается Украиной по обвинению в преступлениях, совершённых в Донецкой и Луганской областях в 2014—2015 годах, страна добивалась его экстрадиции из Норвегии. В марте 2019 года Ян Петровский сменил имя и фамилию на Воислав Торден. В июле 2023 года Петровский с женой и троими детьми пытался въехать в Финляндию, он был задержан и помещён под стражу за нарушение миграционного законодательства, адвокат Петровского сообщил, что он собирается просить убежища в Финляндии. В отношении Петровского велось расследование по подозрению в военных преступлениях в Украине, по данным прокуратуры, ему вменяются преступления против украинских военнослужащих, которые были ранены или сдались в плен в ходе войны на Донбассе. По сообщениям финской прессы, Ян Петровский обвиняется в пяти военных преступлениях, совершённых в 2014 году убийствах 22 украинских солдат и ранении четверых. 14 марта 2025 года приговорён к пожизненному заключению по обвинению в совершении военных преступлений.

#### Евгений Рассказов
Ещё один активный участник группы «Русич» — Евгений Рассказов, известный в соцсетях как «Топаз». Он активно ведёт Telegram-канал, в котором рассказывает о буднях «денацификатора». Например, 20 апреля он опубликовал запись, в которой поздравил Адольфа Гитлера с днём рождения, не назвав его имени. После критики, обрушившейся на него за этот пост, Топаз написал, что силовики их не тронут, «ибо ветераны неприкосновенны».

### Финансирование
В 2022 году Алексей Мильчаков подтвердил информацию о сделках с наркомагазинами, взломе сайта украинского благотворительного фонда и хищении криптовалюты с помощью вредоносной программы.

## Участие в боевых действиях

### Конфликт на Донбассе
Группа участвовала в войне на востоке Украины с июня 2014 года, проводила разведывательно-диверсионные операции в тылу украинских войск, сыграла заметную роль в нескольких ключевых сражениях в начале этого конфликта.

#### 2014
Летом 2014 года «Русич» под командованием подполковника Александра «Бэтмена» Беднова участвовал в боях за Луганский аэропорт, под Новосветловкой: там ВСУ перерезали трассу, и Луганск оказался в блокаде. Также принимали участия в боях под городом Счастье, Станицей Луганской, в штурме посёлка Хрящеватое, в занятии посёлков Георгиевки, Большой Вергунки, Лутугино.

##### Засада на колонну Айдара
Одной из самых известных операций «Русича» стало уничтожение колонны украинского батальона «Айдар» у посёлков Металлист и Цветные Пески в Луганской области в день начала очередного перемирия 5 сентября 2014 года. «Русич» занял пустой украинский блокпост, вывесили украинский жёлто-синий флаг и устроили засаду.  Координатор Самообороны Майдана Волыни Андрей Хведчак сообщил, что 5 сентября 2014 года часть роты батальона «Айдар» попала в засаду в том же месте, где была взята в плен Надежда Савченко. Отряды «Русича» и ГБР «Бэтмен» устроили засаду на трассе и атаковали отступавший «Айдар». Часть второй роты «Айдара» (Волынь) попала в засаду российского спецназа. По его словам, те бойцы, которые оказались в засаде, погибли. Позже Русич атаковал и колонну 80-й бригады, которой удалось прорваться. 6 сентября Семён Семенченко сообщил, что погибли 11 военных в засаде, «устроенной российскими спецназовцами». В тот же день появилась информация, что в засаде погибли от 20 до 29 бойцов батальона. ББС сообщает о гибели более 40 украинских военнослужащих. Мильчаков и Петровский выложили свои фото на фоне тел погибших.
Как минимум один из раненых бойцов «Айдара» подвергся истязаниям. Спустя пять дней после атаки вооружённые люди выкрали одного из раненых из госпиталя, облили горючей жидкостью и подожгли. «Русич» опубликовал видео с Иваном Исыком, одним из бойцов «Айдара», взятых в плен во время засады. LifeNews публиковал видео, в котором Петровский вырезал на щеке ещё живого украинского военного знак коловрат — неонацистский символ, используемый «Русичем». Позже британский пророссийский блогер Грэм Филлипс записал интервью с Исыком в госпитале, тело которого было покрыто ожогами. Спустя несколько дней после интервью Исыка похитили и убили. Вскрытие показало, что его внутренние органы были вырезаны и зашиты обратно в тело (в том числе фрагменты мозга, перемещённые в желудок).
Осенью 2014 года «Русич» принимал участие в боях в Донецком аэропорту вместе с батальонами Спарта и Сомали.

#### 2015
1 января 2015 года некоторые бойцы из «Русича», состоявшие на тот момент в личной охране командира группы «Бэтмен» Александра Беднова, погибли вместе с ним в засаде. Мильчаков отреагировал на информацию об уничтожении Беднова, назвав председателя «ЛНР» Игоря Плотницкого и правительство ЛНР «шлюхиными детьми» и заявил, что его подразделение будет воевать «и против них, и против укров».
В 2015 году вместе с командирами других групп Мильчаков и Петровский получили удостоверение членов Союза добровольцев Донбасса. По возвращении на Украину группа перешла в состав бригады «Призрак» Алексея Мозгового. В конце марта 2015 года после передислокации в ДНР из-за преследования МГБ ЛНР, группа вошла в состав батальона «Викинг», где принимала участие в боях на Волновахском направлении, у посёлков Белокаменки и Новоласпа. После убийства Мозгового, в середине 2015 года, группа ушла из Донбасса.

### Период с середины 2015 по начало 2022
По возвращении из Донбасса Мильчаков занялся боевой подготовкой подростков в специальных лагерях в России. Делалось это совместно с правыми радикалами из ЧВК «ЕНОТ». Интернет-издание «Белорусский партизан» назвала «енотов» группой российских боевиков, принимавших участие в войне на Донбассе с самого её начала, и что они тесно дружат с Мильчаковым. Как отмечает издание, «ЕНОТ» с 2015 года начали свою легализацию в России. Они получили статус общественной организации и полную поддержку государства, регулярно проводя «военно-патриотические» игры-сборы. Главный инструктор организации Роман Теленкевич одновременно возглавлял «Союз добровольцев Донбасса».
В 2017 году боевики «Русича» были замечены в Сирии, охраняя стратегически важную нефтегазовую инфраструктуру, принадлежащую российским компаниям. В своём инстаграм-аккаунте (ныне недоступном) боевики выкладывали фото из Пальмиры в центральной Сирии, где один из них позирует перед древними руинами, вскидывая руку в нацистском приветствии.

### Вторжение России на Украину
Некоторые журналисты-расследователи ещё в конце октября 2021 года предполагали, что группировка вернётся на Украину. Боевики «Русича» были переброшены в Харьковскую область Украины с 24 февраля 2022 года, где были зафиксированы фотосъёмкой возле села Плетеневка, а также под Изюмом.
Ян Петровский был отвечающим за оперативно-разведывательные задачи отделением «Zимаргл» в составе «Русича». Численность подразделения неизвестна, на публикуемых фото больше 10 человек одновременно не встречается. Из известных активистов «Русича», как и в 2014 году, воюет Евгений Рассказов («Топаз»), служивший до начала вторжения корреспондентом на «Царском телевидении» (YouTube-канале Егора Просвирнина), а сейчас ведущий своей Telegram-канал. Как минимум один участник «Русича» (Алексей Пожаров, позывной «Камень»), в мае 2022 года был убит.

## Мнения и реакция
В ноябре 2016 года Международный уголовный суд завершил предварительное расследование событий в ходе войны на Донбассе. Суд подготовил доклад, где в военных преступлениях обвинялись члены «Русича». После этого Генпрокуратура Украины возбудила уголовное дело в отношении Яна Петровского и Алексея Мильчакова по подозрению их в «участии в террористической организации» на Украине.
Сергей Коротких, один из создателей НСО и соратник Тесака, выразил мнение, что сторону Путина в войне с Украиной заняли те российские неонацисты, которых в движении считали «отбросами»: «Тот же Мильчаков, который резал щенков, его за это ловили и били, потому что правые — зоозащитники и любят животных. Но такие [как Алексей Мильчаков] увидели в этом [в войне с Украиной] возможность социального лифта».
В 2016 году Мильчакову вручил награду глава республики Крым Сергей Аксёнов в присутствии тогдашнего помощника президента РФ Владислава Суркова. Сам Мильчаков, однако, не стеснялся в выражениях, критикуя на своей странице в «Вконтакте» руководство ЛНР за этот показушный «антифашизм».
Заместитель Мильчакова, Ян Петровский — в прошлом гражданин Норвегии, где он жил и работал вместе с норвежцем, связанным с правой группой «Солдаты Одина». Своеобразная слава россиянина в конфликте на востоке Украины, по-видимому, стала последней каплей для норвежских властей, и его наконец признали угрозой для национальной безопасности. В октябре 2016 года норвежская полиция арестовала Петровского и депортировала в Россию.
В феврале 2024 года командир отряда «Ахмат» Апти Алаудинов, записал видеообращение в котором назвал участников группы «Русича» «фашистами», «комнатными вояками» и «диванными героями».
Группа являлась одной из наиболее упоминаемых в негативном подтексте среди украинских СМИ и блогеров из-за фотографий убитых солдат Украины и рассказов, что группа не берёт пленных. В 2017 году военная прокуратура Украины обвинила Мильчакова в причастности к убийству 40 украинских военных.
Мильчаков стал влиятельным лицом среди неофашистской молодёжи в России. Также он один из немногих, кого не коснулись аресты по возвращении в Россию после нелегального участия в боевых действиях на Донбассе в 2014-15 годах. По словам самого Мильчакова, его группа даже не пыталась лезть в политику, как бы не было обидно за решения сверху. Однако уже во время мятежа Пригожина выражал ему поддержку.
В августе 2024 года, в телеграм-канале ДШРГ «Русич» появился призыв к предоставлению «одного пленного хохла (желательно не совсем славянина, а подкопчёного, крымского татарина или что-то подобное) для проведения ритуального жертвоприношения Славянским Богам». После этого депутат от Крыма Михаил Шеремет обратился в полицию с просьбой проверить «Русича» на экстремизм.

### Санкции
16 февраля 2015 года Алексей Мильчаков был внесён в санкционный список Евросоюза как командир антиукраинской сепаратистской группировки, участвовавшей в боевых действиях на востоке Украины.
15 сентября 2022 года, после полномасштабного российского вторжения на Украину, отряд «Русич», как неонацистское военизированное формирование, внесён в санкционный список США за проявленную «особую жестокость» в боях в Харьковской области Украины. Под санкции также попали командиры Алексей Мильчаков и Ян Петровский. Также власти США отмечают что отряд «Русич» связан с ранее включённой в санкционный список ЧВК «Вагнер» и организацией «Союз добровольцев Донбасса».
16 декабря 2022 года «Русич» был внесён в санкционные списки стран Евросоюза так как поддерживает действия, которые могут угрожать территориальной целостности, суверенитету и независимости Украины:

«Русич» — российская военизированная группировка, которая имеет связи с российской ЧВК «Вагнер»… «Русич» участвует в боевых действиях вместе с российской армией в агрессивной войне против Украины… В 2015 году наёмники «Русича» обвинялись в совершении зверств над погибшими и пленными украинскими солдатами, они снимали на видео совершение зверств в отношении погибших и пленных украинских солдат.— «Официальный журнал Европейского союза», Брюссель, 16 декабря 2022 года
Также «Русич» находится под санкциями Швейцарии, Канады, Австралии, Новой Зеландии и Японии.
Командир Алексей Мильчаков внесён в санкционные списки Великобритании, Канады, Швейцарии, Австралии, Японии, Украины и Новой Зеландии. Ян Петровский под санкциями Евросоюза, Швейцарии, Новой Зеландии и Японии.